# Leon Meredith

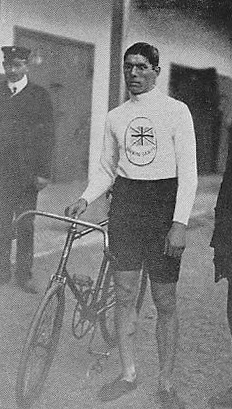
Leon Meredith (1908)

Lewis Leon Meredith (* 2. Februar 1882 in London; † 27. Januar 1930 in Davos) war ein englischer Radrennfahrer. Mit sieben Weltmeister-Titeln war er der erfolgreichste Amateur-Steher aller Zeiten. Er nahm an drei Olympischen Spielen teil und gewann zwei Medaillen.
1901, im Alter von 19 Jahren, entdeckte Meredith sein Interesse für Radsport. Schon am Ende seiner ersten Saison wurde er nationaler Meister auf dem Tandem. Sein vermögender Onkel ermöglichte ihm daraufhin, als Amateur Rennen zu fahren; mit eigenem Trainer, Masseur und Schrittmachermaschine.
In der Folge wurde Meredith siebenmal Weltmeister (1904, 1905, 1907, 1908, 1909, 1911 und 1913). Zudem wurde er siebenmal britischer Meister in verschiedenen Disziplinen und stellte zahlreiche Rekorde auf.
Bei den Olympischen Spielen 1908 in seiner Heimatstadt London gewann Meredith mit dem Bahnvierer die Goldmedaille in der Mannschaftsverfolgung. Bei den Spielen vier Jahre später errang er in der Mannschaftswertung im Straßenrennen die Silbermedaille und belegte im olympischen Straßenrennen Rang vier. 1920 nahm er ein drittes Mal an Olympischen Spielen teil. Im olympischen Einzelzeitfahren belegte er beim Sieg von Harry Stenquist den 18. Rang.
1911 und 1912 war Meredith britischer Meister im Rollschuhlaufen, das er zeitweise auch als Profi betrieb. Er baute eine Rollschuh- sowie eine Tanzhalle.
1912 erfand Leon Meredith einen patentierten Reifen und gründete die „Constrictor Tyre Company“, eine Firma, die bis in die 1960er Jahre bestand.
Im Alter von 47 Jahren erlag Meredith beim Skifahren in Davos einem Herzanfall.